# Жгучий (эсминец)
«Жгучий» — эскадренный миноносец проекта 57-бис, построенный для Советского Военно-Морского Флота в конце 1950-х годов. В 1966 году переклассифицирован в большой ракетный корабль. После модернизации по проекту 57-А переклассифицирован из подкласса эскадренных миноносцев в подкласс больших противолодочных кораблей.

## История
9 апреля 1958 года «Жгучий» был зачислен в списки кораблей ВМФ СССР, и 23 июня 1958 года заложен на ленинградском заводе им. Жданова по проекту 57. Там же был достроен по проекту 57-бис и 14 октября 1959 года спущен на воду. Вступил в строй 23 декабря 1960 года.
3 января 1961 года корабль вошёл в состав Северного флота ВМФ СССР. В 1965 и 1966 годах «Жгучий» завоёвывал приз Главнокомандующего ВМФ по ракетной подготовке (в составе КУГ). 19 мая 1966 года переклассифицирован в большой ракетный корабль (БРК).
В период с 6 февраля 1967 по 10 января 1969 года был модернизирован и перестроен по проекту 57-А на ленинградском судостроительном заводе им. А. А. Жданова. 21 октября 1969 года переклассифицирован в большой противолодочный корабль (БПК).
С 1 января по 31 декабря 1970 года при несении боевой службы в зоне военных действий на Средиземном море «Жгучий» оказывал помощь вооружённым силам Египта. С 10 по 15 сентября 1971 года нанёс визит в Осло (Норвегия). В период с 21 по 26 сентября 1971 года корабль посетил Роттердам (Нидерланды). С 12 по 17 мая 1975 года посетил Бостон (США) и остров Куба, с 24 по 29 мая 1977 года посетил Шербур (Франция), с 10 по 15 октября этого же года посетил повторно Осло. С мая 1980 года по январь 1981 года нёс боевую службу в Атлантическом океане, тем самым установив рекорд пребывания в дальнем походе среди военных кораблей Советского Союза. Заходил в порты Анголы, Гвинеи, Бенина. Обеспечивал безопасность советских и кубинских рыбаков в районе Западной Сахары.
30 июля 1987 года эскадренный миноносец был исключён из состава Военно-Морского Флота СССР в связи со сдачей в ОФИ для разоружения, демонтажа и реализации. 6 августа 1987 экипаж «Жгучего» был расформирован. В декабре 1988 года корпус корабля продан испанской фирме для разделки на металл.

## Интересные факты
Среди почётных посетителей корабля были: Ю.А.Гагарин, Фидель Кастро, Анастас Микоян.

## Бортовые номера
- 703 (не позднее 1969 года)[2];
- 910 (после 1969 года)[2].
- 557
- 627 (1978-1981)
- 659 (1983-1986)

Командиры:
к.3р. Кибкало Александр Александрович (-23.05.1980-20.02.1981-)